# سیارک ۱۵۰۲۵
سیارک ۱۵۰۲۵ (به انگلیسی: 15025 Uwontario، نامگذاری:1998TX28) پانزده هزار و بیست و پنجمین سیارک کشف شده‌است که در ۱۵ اکتبر ۱۹۹۸ کشف شد.
قدر مطلق سیارک برابر ۲۳.۴ است.